# Ponta Levallois

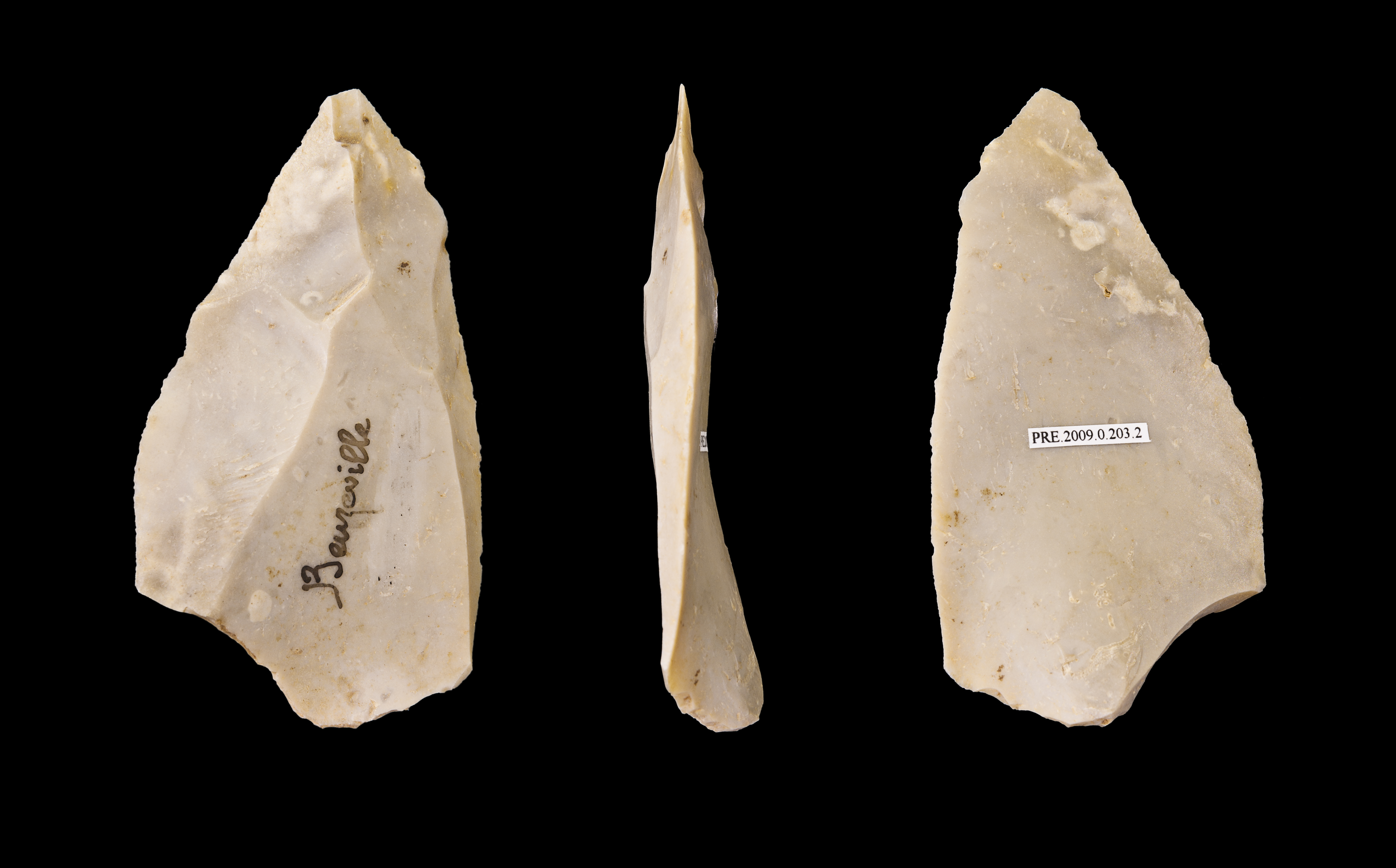
Ponta Levallois.

Extração de uma ponta Levallois

A ponta Levallois   é um tipo específico de lasca Levallois, destaca-se, em primeiro lugar, pela sua morfologia triangular, cuidada e bastante simétrica, com o vértice pontiagudo necessariamente oposto ao talão, ou seja, situado na zona distal da lasca. Esta morfologia é preconcebida, e obtida mediante uma preparação especial do núcleo (incluída dentro do conceito mais amplo denominado método Levallois).
O segundo atributo que as distingue é o "nervo" que parte do ápice distal e se desenvolve para a zona proximal, sem que necessariamente tenha de chegar a ela. Apenas quando existe esse nervo a peça pode ser considerada uma Ponta Levallois. Os estudos da tecnologia pré-histórica (remontagens e experimentos de talhe), demonstram que há vários modos de obter esse nervo, François Bordes propõe um segundo o qual, com apenas uma preparação prévia, obtém duas pontas sucessivas que ele chama "de primeira ordem" e "de segunda ordem"; Jacques Tixier oferece outras alternativas nas quais não necessariamente se obtêm várias pontas sucessivas.
Devido à necessária e complexa preparação que implica obter este tipo de peças, as pontas Levallois são consideradas ferramentas per se, sem necessidade de observar nelas retoque ou  marcas de uso, porém existe a possibilidade de aparecerem retocadas, como ocorre com as denominadas pontas de El-Emireh e de Soyons, sendo a mais abundante a ponta mustierense que, por vezes, também é fabricada sobre pontas levallois (embora não necessariamente).